# Campionato nordamericano femminile di pallavolo 1975
Il IV campionato nordamericano femminile di pallavolo si è svolto nel 1975 a Los Angeles, negli Stati Uniti. Al torneo hanno partecipato 5 squadre nazionali nordamericane e la vittoria finale è andata per la seconda volta consecutiva a Cuba.

## Classifica finale
| Classifica | Squadre         | Qualificazioni             |
| ---------- | --------------- | -------------------------- |
|            | Cuba            | Giochi della XXI Olimpiade |
|            | Stati Uniti     |                            |
|            | Messico         |                            |
| 4          | Canada          |                            |
| 5          | Rep. Dominicana |                            |